# Juan Foyth
Juan Marcos Foyth (La Plata, 12 januari 1998) is een Argentijns voetballer die doorgaans speelt als rechtsback of centrale verdediger. In juli 2021 verruilde hij Tottenham Hotspur voor Villarreal. Foyth maakte in 2018 zijn debuut in het Argentijns voetbalelftal, waarmee hij in 2022 wereldkampioen werd.

## Clubcarrière
Foyth speelde jaren in de jeugdopleiding van Estudiantes. Voor die club maakte hij ook zijn professionele debuut. Op 19 maart 2017 werd door een doelpunt van Leandro Desábato met 1–0 gewonnen van Patronato. Foyth mocht van coach Nelson Vivas in de basis starten en hij speelde het gehele duel mee. Twee maanden voor zijn debuut had de centrumverdediger zijn eerste contract getekend bij de club, wat hem tot 2019 aan Estudiantes moest binden. Deze verbintenis zou hij niet uitzitten, want in de zomer van 2017 werd hij overgenomen door Tottenham Hotspur, waar hij voor vijf jaar tekende. Met de transfer was een bedrag van circa dertien miljoen euro gemoeid. Medio 2020 verlengde Foyth zijn contract bij Tottenham en werd hij verhuurd aan Villarreal. Bij de overname bedongen de Spanjaarden tevens een optie tot koop. Gedurende het seizoen 2020/21 won Foyth met Villarreal de UEFA Europa League. In de zomer van 2021 besloot de Spaanse club de optie tot koop op de Argentijn te lichten en hij kreeg een contract voor vijf seizoenen bij Villarreal.

## Clubstatistieken
| Seizoen | Club              | Competitie       | Competitie | Competitie | Beker | Beker | Internationaal | Internationaal | Totaal | Totaal |
| Seizoen | Club              | Competitie       | Wed.       | Dlp.       | Wed.  | Dlp.  | Wed.           | Dlp.           | Wed.   | Dlp.   |
| ------- | ----------------- | ---------------- | ---------- | ---------- | ----- | ----- | -------------- | -------------- | ------ | ------ |
| 2016/17 | Estudiantes       | Primera División | 7          | 0          | 0     | 0     | 2              | 0              | 9      | 0      |
| 2017/18 | Tottenham Hotspur | Premier League   | 0          | 0          | 7     | 0     | 1              | 0              | 8      | 0      |
| 2018/19 | Tottenham Hotspur | Premier League   | 12         | 1          | 3     | 0     | 2              | 0              | 17     | 1      |
| 2019/20 | Tottenham Hotspur | Premier League   | 4          | 0          | 0     | 0     | 3              | 0              | 7      | 0      |
| 2020/21 | → Villarreal      | Primera División | 16         | 0          | 4     | 0     | 12             | 1              | 32     | 1      |
| 2021/22 | Villarreal        | Primera División | 25         | 1          | 2     | 0     | 11             | 0              | 38     | 1      |
| 2022/23 | Villarreal        | Primera División | 24         | 1          | 3     | 0     | 3              | 0              | 30     | 1      |
| 2023/24 | Villarreal        | Primera División | 12         | 1          | 1     | 0     | 3              | 0              | 16     | 1      |
| 2024/25 | Villarreal        | Primera División | 12         | 1          | 0     | 0     | —              | —              | 12     | 1      |
| Totaal  | Totaal            | Totaal           | 112        | 5          | 20    | 0     | 37             | 1              | 169    | 6      |

Bijgewerkt op 22 april 2025.

## Interlandcarrière
Foyth maakte zijn debuut in het Argentijns voetbalelftal op 16 november 2018, toen met 2–0 gewonnen werd van Mexico door een treffer van Ramiro Funes Mori en een eigen doelpunt van Isaác Brizuela. Foyth mocht van bondscoach Lionel Scaloni in de basis beginnen en hij speelde de volledige negentig minuten mee. De andere debutant dit duel was Gastón Giménez (Vélez Sarsfield). Foyth nam in juni 2019 met Argentinië deel aan de Copa América. Tijdens dit toernooi werd Argentinië derde en Foyth speelde in vier van de zes gespeelde wedstrijden mee. Zijn toenmalige teamgenoot Davinson Sánchez (Colombia) deed ook mee aan het toernooi.
In oktober 2022 werd Foyth door bondscoach Lionel Scaloni opgenomen in de voorselectie van Argentinië voor het WK 2022. Hij werd drie weken later ook opgenomen in de definitieve selectie. Tijdens dit WK werd Argentinië wereldkampioen door Frankrijk in de finale te verslaan na strafschoppen. Eerder werd een groep met Saoedi-Arabië, Mexico en Polen overleefd en werden Australië, Nederland en Kroatië in de knock-outfase uitgeschakeld. Foyth speelde alleen tegen Kroatië mee. Zijn toenmalige clubgenoten Nicolas Jackson (Senegal), Gerónimo Rulli (eveneens Argentinië), Pau Torres en Yeremy Pino (beiden Spanje) waren ook actief op het toernooi.
| Interlands van Juan Foyth voor Argentinië | Interlands van Juan Foyth voor Argentinië | Interlands van Juan Foyth voor Argentinië | Interlands van Juan Foyth voor Argentinië | Interlands van Juan Foyth voor Argentinië | Interlands van Juan Foyth voor Argentinië | Interlands van Juan Foyth voor Argentinië |
| №                                         | Datum                                     | Wedstrijd                                 | Uitslag                                   | Competitie                                | Goals                                     |                                           |
| Als speler bij Tottenham Hotspur          | Als speler bij Tottenham Hotspur          | Als speler bij Tottenham Hotspur          | Als speler bij Tottenham Hotspur          | Als speler bij Tottenham Hotspur          | Als speler bij Tottenham Hotspur          | Als speler bij Tottenham Hotspur          |
| ----------------------------------------- | ----------------------------------------- | ----------------------------------------- | ----------------------------------------- | ----------------------------------------- | ----------------------------------------- | ----------------------------------------- |
| 1                                         | 16 november 2018                          | Argentinië – Mexico                       | 2 – 0                                     | Vriendschappelijk                         |                                           |                                           |
| 2                                         | 22 maart 2019                             | Venezuela – Argentinië                    | 3 – 1                                     | Vriendschappelijk                         |                                           |                                           |
| 3                                         | 7 juni 2019                               | Argentinië – Nicaragua                    | 5 – 1                                     | Vriendschappelijk                         |                                           |                                           |
| 4                                         | 23 juni 2019                              | Qatar – Argentinië                        | 0 – 2                                     | Copa América 2019                         |                                           |                                           |
| 5                                         | 28 juni 2019                              | Venezuela – Argentinië                    | 0 – 2                                     | Copa América 2019                         |                                           |                                           |
| 6                                         | 2 juli 2019                               | Brazilië – Argentinië                     | 2 – 0                                     | Copa América 2019                         |                                           |                                           |
| 7                                         | 6 juli 2019                               | Argentinië – Chili                        | 2 – 1                                     | Copa América 2019                         |                                           |                                           |
| 8                                         | 9 oktober 2019                            | Duitsland – Argentinië                    | 2 – 2                                     | Vriendschappelijk                         |                                           |                                           |
| 9                                         | 13 oktober 2019                           | Argentinië – Ecuador                      | 6 – 1                                     | Vriendschappelijk                         |                                           |                                           |
| 10                                        | 15 november 2019                          | Brazilië – Argentinië                     | 0 – 1                                     | Vriendschappelijk                         |                                           |                                           |
| Als speler bij Villarreal                 |                                           |                                           |                                           |                                           |                                           |                                           |
| 11                                        | 8 oktober 2020                            | Argentinië – Ecuador                      | 1 – 0                                     | WK 2022 kwalificatie                      |                                           |                                           |
| 12                                        | 3 juni 2021                               | Argentinië – Chili                        | 1 – 1                                     | WK 2022 kwalificatie                      |                                           |                                           |
| 13                                        | 8 juni 2021                               | Colombia – Argentinië                     | 2 – 2                                     | WK 2022 kwalificatie                      |                                           |                                           |
| 14                                        | 29 maart 2022                             | Ecuador – Argentinië                      | 1 – 1                                     | WK 2022 kwalificatie                      |                                           |                                           |
| 15                                        | 5 juni 2022                               | Argentinië – Estland                      | 5 – 0                                     | Vriendschappelijk                         |                                           |                                           |
| 16                                        | 16 november 2022                          | Verenigde Arabische Emiraten – Argentinië | 0 – 5                                     | Vriendschappelijk                         |                                           |                                           |
| 17                                        | 13 december 2022                          | Argentinië – Kroatië                      | 3 – 0                                     | WK 2022                                   |                                           |                                           |
| 18                                        | 28 maart 2023                             | Argentinië – Curaçao                      | 7 – 0                                     | Vriendschappelijk                         |                                           |                                           |

Bijgewerkt op 22 april 2025.

## Erelijst
| Competitie                     |            |            |            |            |
| Competitie                     | Aantal     | Jaren      |            |            |
| Villarreal                     | Villarreal | Villarreal | Villarreal | Villarreal |
| ------------------------------ | ---------- | ---------- | ---------- | ---------- |
| UEFA Europa League             | 1          | 2020/21    |            |            |
| Argentinië                     |            |            |            |            |
| Wereldkampioenschap            | 1          | 2022       |            |            |
| CONMEBOL–UEFA Cup of Champions | 1          | 2022       |            |            |